# Sahryń-Kolonia
Sahryń-Kolonia – wieś w Polsce położona w województwie lubelskim, w powiecie hrubieszowskim, w gminie Werbkowice.
W latach 1975–1998 miejscowość administracyjnie należała do województwa zamojskiego.
Wieś stanowi sołectwo gminy Werbkowice.  Według Narodowego Spisu Powszechnego z roku 2011 wieś liczyła 216 mieszkańców i była osiemnastą co do liczby ludności miejscowością gminy.
Wierni Kościoła rzymskokatolickiego należą do parafii Świętych Cyryla i Metodego w Sahryniu.